# جیمز جونا جیمسون
جیمز جونا جیمسون یک شخصیت داستانی است که در کتاب‌های کمیک آمریکایی منتشر شده توسط مارول کامیکس، خلق شده‌ است. او معمولاً در ارتباط با مردعنکبوتی خشن ظاهر می‌شود و اغلب او را به عنوان یک تهدید خطاب میکند. این شخصیت، توسط نویسنده‌ی استن لی و طراح استیو دیتکو ایجاد شد. او ابتدا در اولین شماره‌ی کمیک مردعنکبوتی شگفت‌انگیز در (مارس۱۹۶۳) به عنوان سردبیر روزنامه دیلی بیوگل و مجله now ظاهر شد.

## در رسانه
نقش این شخصیت را دیوید وایت در  سریال مرد عنکبوتی شگفت‌انگیز، مرد عنکبوتی و رابرت اف سیمون در تلافی کردن مرد عنکبوتی، مرد عنکبوتی: چالش اژدها و جی. کی. سیمونز در سه‌گانه مرد عنکبوتی سم ریمی، مرد عنکبوتی: دور از خانه ، مرد عنکبوتی: راهی به خانه نیست و در انیمیشن مرد عنکبوتی:در میان دنیای عنکبوتی صداپیشگی این شخصیت را انجام داده است.